# Boris Iofan

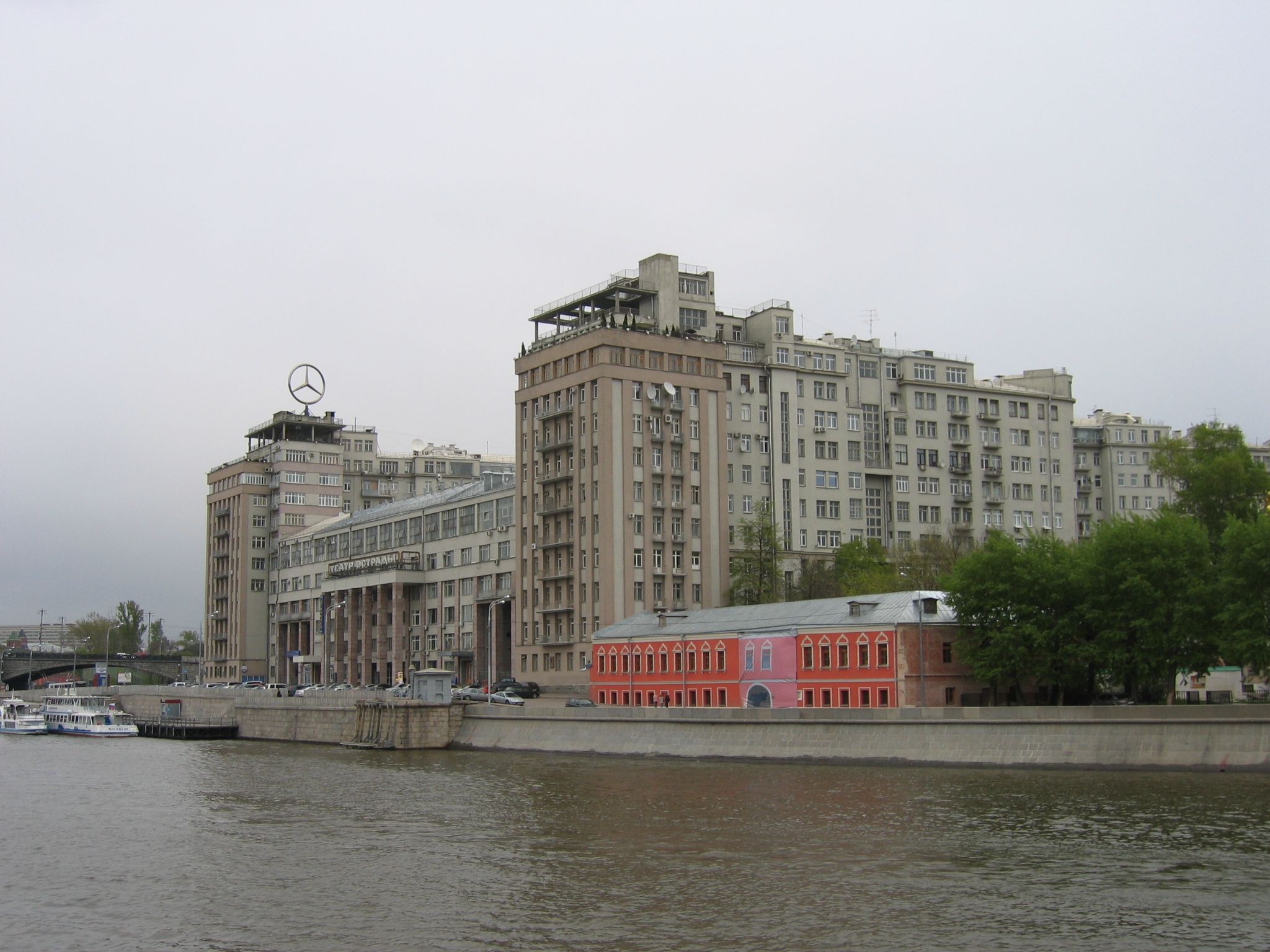
Huis aan de kade

Boris Michajlovitsj Iofan (Russisch: Борис Михайлович Иофа́н; Odessa, 18 april 1891 - Moskou, 11 maart 1976) was een architect bekend van zijn monumentale Sovjet-bouwwerken in de jaren 30 van de 20e eeuw die het grootste deel van leven in Rusland verbleef.

## Toelichting
Boris Iofan werd geboren in Odessa en behaalde een graad in de architectuur in 1916 aan het Regio Istituto Superiore di Belle Arti in Rome. Hij volgde de daar uitgezette neoclassicistische stijl. Zijn eerste belangrijk gebouw was het Barvicha-sanatorium voor de partijelite in 1929. Dit opende voor hem de weg naar cliënten van de Sovjet partijelite.
In 1931 werd het Huis aan de kade (Дом на набережной) van Iofans hand opgeleverd. Het complex bevat 505 appartementen, twee theaters en winkels. Hiermee ontstond het begrip: Stalinistische architectuur. Ook van zijn hand is de Moskouse cinema Oedarnik die in 2014 door het architect Robbrecht & Daem zal verbouwd worden tot een museum voor hedendaagse kunst. Boris Iofan is ook de hoofdontwerper van het deels gerealiseerde en door oorlogsomstandigheden gestaakte Paleis van de Sovjets.
De architect ontwierp ook het Sovjet-paviljoen op de Wereldtentoonstelling in Parijs in 1937 en later in New York in 1939. 
- Gemeinsame Normdatei: 124614086
- International Standard Name Identifier: 0000 0001 2211 1199
- Library of Congress Control Number: n79088437
- Nationale Bibliotheek van Letland: 000341725
- Nationale Bibliotheek van Tsjechië: xx0273926
- Nationale Bibliotheek van Israël: 987007455298705171
- Système universitaire de documentation: 168712822
- Union List of Artist Names: 500030080
- Virtual International Authority File: 52966726
- WorldCat: E39PBJcBW9JFXTHD6cdDrGXrv3